# 고양이 댄스
고양이 댄스(Cats Don't Dance)는 1997년에 개봉한 미국의 뮤지컬 코미디 애니메이션 영화이다. 터너 피쳐 애니메이션에서 제작하고 워너 브라더스 패밀리 엔터테인먼트에서 배급했다. 터너 피쳐 애니메이션이 유일하게 전체적인 제작을 맡은 영화이며, 터너 피쳐 애니메이션은 고양이 댄스의 제작을 마무리 지을 때 쯤에 워너 브라더스 애니메이션으로 합병되었다.

## 줄거리
영화의 배경 시기는 1939년이다. 대니라는 고양이가 영화 스타가 되기 위해 인디애나주 코코모에서 캘리포니아주 할리우드로 떠난다. 할리우드에서 대니는 소이어라는 여자 고양이와 함께 영화를 촬영하게 된다. 꿈을 가지고 있었던 대니는 다른 동물들과 달리 자신을 세상에 알리기 위해 연기했고, 유명한 여아 배우 달라 딤플은 대니가 자신을 방해한다고 생각해 자신의 부하인 맥스에게 시켜 대니에게 겁을 준다.
대니는 동물들이 모두 꿈을 가지고 있었지만 언제나 사람들보다 못한 취급에 결국 포기하고 살아간다는 것을 알게 된다. 대니는 할리우드에서의 동물들의 지위를 조금이라도 개선시키기 위해 뮤지컬을 준비한다. 하지만 달라 딤플의 계략으로 뮤지컬을 엉망이 되고 동물들은 결국 해고 되고 말았다. 다른 동물들은 대니를 누명을 씨우고, 대니는 절망하며 할리우드를 떠날려고 했는데, 이내 마음을 바꾸고 사람들의 동물에 대한 인식을 바꾸기 위해 다시 도전한다.
대니는 친구들을 달라 딤플의 영화 “Lil' Ark Angel”의 초연회에 초대하고, 영화가 끝났을 때 무대 앞으로 나와 자신들의 뮤지컬을 선보인다. 달라 딤플은 뮤지컬 내내 방해하려 하지만 성공이 없었다. 뮤지컬이 성공적으로 끝나고 관람객들은 감격한다. 달라 딤플은 자신의 등 뒤에 있는 마이크가 달려있는 걸 모르고 대니에게 버럭 고함을 질려, 사람들이 달라 딤플의 실체를 알게 된다. 이후로 유명해진 대니와 친구들은 여러 영화를 찍으며 자신의 꿈을 이루게 살게 됐지만, 달라 딤플은 반성하면서 관리인을 하게 된 처벌을 받고 살게 된다.